# Hunter From Elsewhere – A Journey With Helen Britton

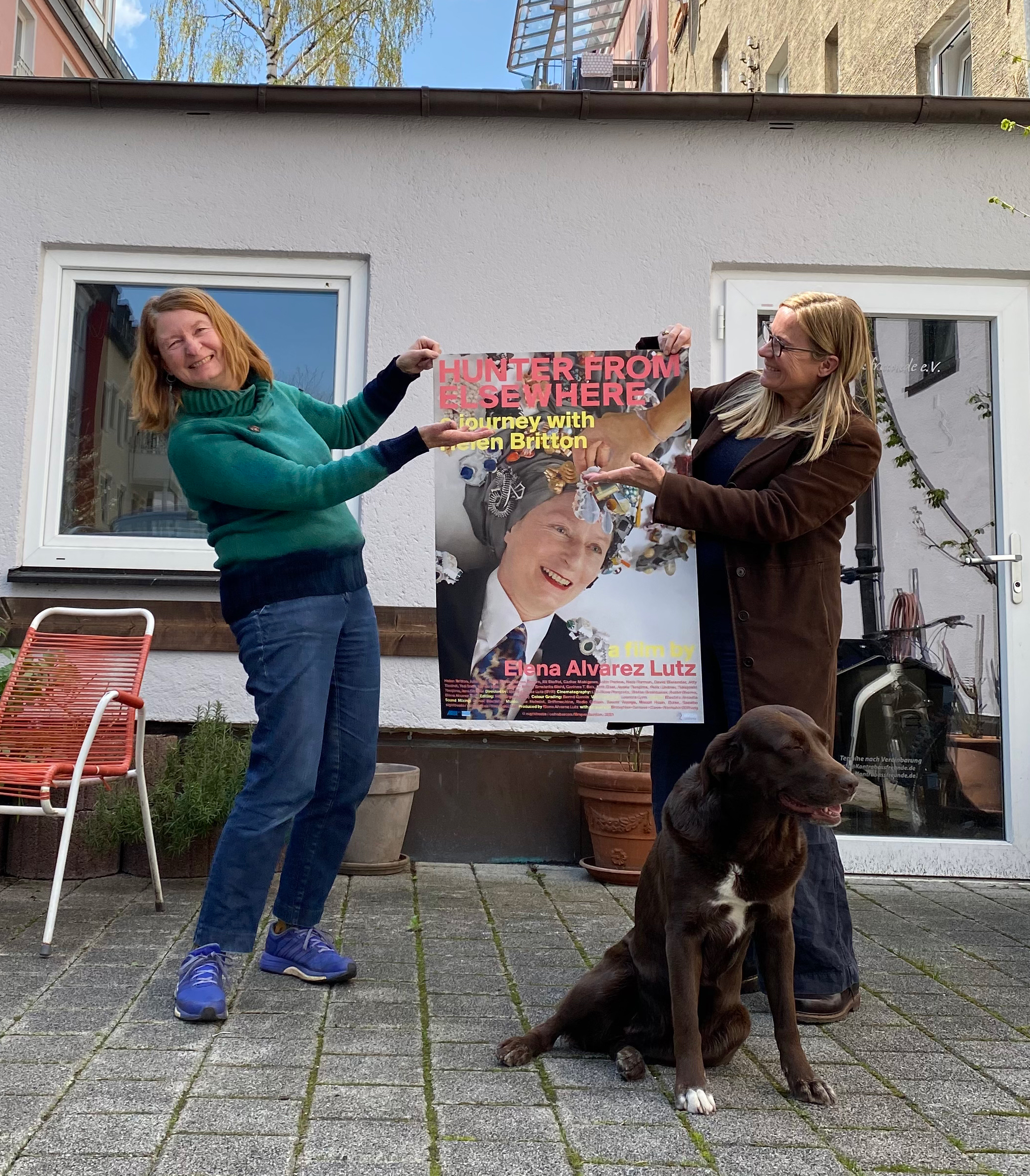
Helen Britton (links) und Elena Alvarez mit dem Filmplakat (2021)

Hunter From Elsewhere – A Journey With Helen Britton ist ein deutscher Dokumentarfilm. Die Filmemacherin Elena Alvarez Lutz zeichnet darin den Werdegang der Künstlerin Helen Britton nach, interviewt Weggefährten und begleitet Britton auf Reisen. Die Künstlerin wird in ihrem Atelier in München, bei Ausstellungsvorbereitungen und bei Recherchen zu alten Traditionen des Schmuckhandwerks gezeigt. Dadurch entsteht nach und nach ein Eindruck von Brittons Schaffensprozess und ihrer künstlerischen Motivation.
Der Film feierte 2021 in Deutschland, 2022 in den USA und 2023 in Australien Premiere. 2024 hatte er in Deutschland seinen offiziellen Verleihstart.

## Handlung
Der Film begleitet Helen Britton auf ihrer weltweiten Suche nach kostbaren oder auch alltäglichen Materialien, aus denen sie Schmuck, Skulpturen und andere Objekte fertigt. Er zeigt sie bei Spaziergängen am Strand, auf Flohmärkten und bei der Erkundung eines verlassenen Hauses. Dabei wird oft festgehalten, wie sie die Fundstücke mit der Kamera dokumentiert. Brittons Werdegang wird erzählt: Sie wuchs in Newcastle in New South Wales auf und konnte dort beobachten, wie Erz zunächst gefördert und anschließend im Schiffsbau verarbeitet wurde. Die industrielle Umgebung prägte sie künstlerisch, sie begann nicht nur zu fotografieren und zu zeichnen, sondern auch Schmuckobjekte aus einfachen Materialien zu fertigen. Um 2000 herum zog sie nach München, um an der Akademie der Bildenden Künste bei Otto Künzli, einem Schüler von Hermann Jünger, zu studieren. Heute gilt sie als eine der bekanntesten Schmuckkünstlerinnen der Welt. In den einzelnen Episoden des Films kommen Weggefährten, Kuratoren, Sammler und Freunde zu Wort. In Idar-Oberstein, das einst für Edelsteinschmuck weltberühmt war, und im Thüringer Wald in Lauscha begibt sich Britton auf die Spuren fast vergessener Traditionen der Edelstein- und Schmuckbearbeitung. Dort wird sie im Gespräch mit Handwerkern gezeigt und beim Suchen und Finden von heute kaum mehr gebräuchlichen Schmucksteinen wie Jaspis oder Achat. Der letzte Teil des Films zeigt Britton in ihrem Münchner Atelier bei der Arbeit, bei der Vorbereitung einer Retrospektive und im Gespräch mit Kuratoren. Während des Films sind von Alvarez Lutz geschriebene, teils fiktionale Texte als Voiceover zu hören, Sprecherin ist Leoncia Flynn.

## Produktion
Elena Alvarez begleitete Helen Britton für den Film über einen Zeitraum von vier Jahren. Den Titel – auf Deutsch „Jägerin von anderswoher“ –  wählte Alvarez, da Britton Materialien nicht nur sammle, sondern den Instinkt einer Jägerin an den Tag lege. Auch sie selber habe diesen Jagdinstinkt zur Verwirklichung des Films benötigt.
Der Film feierte 2021 auf dem Münchner DOK.fest Premiere und lief im selben Jahr auf dem Dokfest Kassel. Er wurde 2022 im Rahmen der NYC Jewelry Week in den USA uraufgeführt. In Australien feierte er 2023 während der Melbourne Design Week Premiere. Der deutsche Verleihstart fand  im März 2024 statt. 2025 wurde Hunter From Elsewhere im Rahmen der Ausstellungsreihe Living Treasures: Masters of Australian Craft in Sydney gezeigt.

## Rezeption
Dunja Bialas vergleicht auf Artechock Alvarez’ Arbeitsweise mit der von Britton, die z. B. während ihres Studiums den Film Marius und Jeannette in ein aus einer Zahnbürste gefertigtes Schmuckstück übersetzt hatte: Die Regisseurin gehe nur umgekehrt vor und verwandele Brittons Schmuck in einen Film. Beide Künstlerinnen sorgten mit ihrer Arbeit dafür, dass sich der Blick des Publikums auf scheinbar wertlose Dinge ändere.
Julie Metzdorf nennt Hunter from Elsewhere in ihrer Besprechung im Bayerischen Rundfunk einen „erstaunlichen Film“, da er „Geschichten übers Geschichten erzählen“ erzähle und „in seiner leicht melancholischen Grundstimmung unwiederbringlich Vergangenes verhandelt und doch vollkommen im Hier und Jetzt steht“.